# Cause and effect
Cause and Effect es el cuarto álbum de la cantante noruega Maria Mena. "Belly Up" fue el primer sencillo de este álbum, pero solo fue sencillo en Noruega. All This Time fue el segundo sencillo en Noruega y el primero en el resto de Europa. La canción "I Was Made for Lovin' You" es una versión de la mítica canción de la banda Kiss. Es también la primera canción que ha versionado Maria Mena.

## Temas
1. "Power Trip Ballad" – 4:00
2. "Belly Up" – 04:06
3. "All This Time (Pick-Me-Up Song)" – 03:12
4. "Cause and Effect" – 03:13
5. "I'm On Your Side" – 03:04
6. "Eyesore" – 03:16
7. "Where Were You" – 03:16
8. "I'm In Love" – 02:59
9. "Self-Fulfilling Prophecy" – 03:20
10. "I Was Made for Lovin' You" – 04:33
11. "Dear..." – 3:21